# Arisaka Typ 38
Das Arisaka Typ 38 (jap. 三八式歩兵銃, sambachi-shiki hoheijū, dt. „Typ-38-Infanteriegewehr“) war das Standardgewehr des japanischen Heeres zwischen 1905 und 1939. Die Modellbezeichnung bezieht sich auf das Jahr der Einführung 1905, das 38. Thronjahr des damals amtierenden japanischen Kaisers Meiji. Im Jahre 1894 beauftragte die Heeresleitung des japanischen Kaiserreiches den renommierten Oberst Arisaka Nariakira als Leiter einer Kommission mit der Entwicklung einer effektiven und günstig herzustellenden Waffe. Der im Russisch-Japanischen Krieg 1904/05 verwendete Typ 30 des Arisakagewehrs wies einige Defizite auf, so dass 1906 das Typ 38 als verbesserte Version in die Produktion ging und bis 1940 über drei Millionen Exemplare an das kaiserliche Heer ausgegeben wurden.
Das Arisakagewehr war ein Repetiergewehr, das stark vom deutschen Mauser-Gewehr 98 beeinflusst war. Dessen Standard konnte jedoch bei weitem nicht erreicht werden. Das Typ 38 war ein relativ schweres Gewehr (ca. 4,25 kg), das besonders im Nahkampf sehr unhandlich war. Außerdem war es mit aufgepflanztem Bajonett über 166 cm lang und somit größer als der durchschnittliche japanische Soldat dieser Zeit. Über einen Magazinkasten konnten fünf Patronen des Kalibers 6,5 × 50 mm HR (auch 6,5 × 50 mm Arisaka) verschossen werden. Er konnte einzeln oder per Ladestreifen nachgeladen werden. Als Bajonett wurde weiterhin das Typ 30 (Klingenlänge 40 cm) verwendet.
Die Erfahrungen im Japanisch-Chinesischen Krieg führten zu der Überlegung, eine neue Gewehrmunition im Kaliber 7,7 × 58 mm einzuführen. Dieses Kaliber wurde bereits für das Schwere Maschinengewehr Typ 92 und das Schwere Bordmaschinengewehr Typ 97 verwendet. Das hierfür entwickelte Gewehr erhielt die Bezeichnung Arisaka Typ 99 und wurde 1939 eingeführt. Es entsprach weitgehend dem Typ 38 und sollte dieses ablösen. Ab 1940 wurde hauptsächlich die Kurzversion des Typ 99 produziert. Beide Modelle waren bis zum Ende des Zweiten Weltkriegs nebeneinander im Einsatz.

## Versionen
- Typ 38 kurz: Lauflänge 64 cm, Gesamtlänge 110 cm, Gewicht 3,8 kg
- Typ-38-Karabiner (Kavalleriegewehr): Lauflänge 50 cm, Gesamtlänge 96 cm, Gewicht 3,5 kg
- Typ-44-Karabiner: wie Typ-38-Karabiner, rückwärts klappbares Nadelbajonett, eingeführt 1911
- Typ-97-Scharfschützengewehr: wie Typ 38, Zielfernrohr mit 2,5-facher Vergrößerung, eingeführt 1937
- Typ I: wie Typ 38, Carcano-Verschluss, für die japanische Marine in Italien produziert

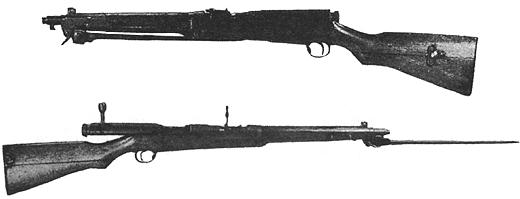
Typ-44-Kavalleriegewehr
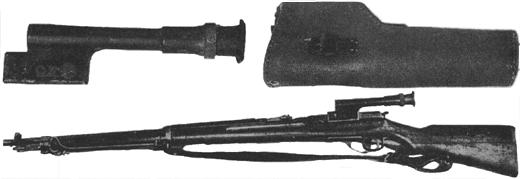
Typ-97-Scharfschützengewehr
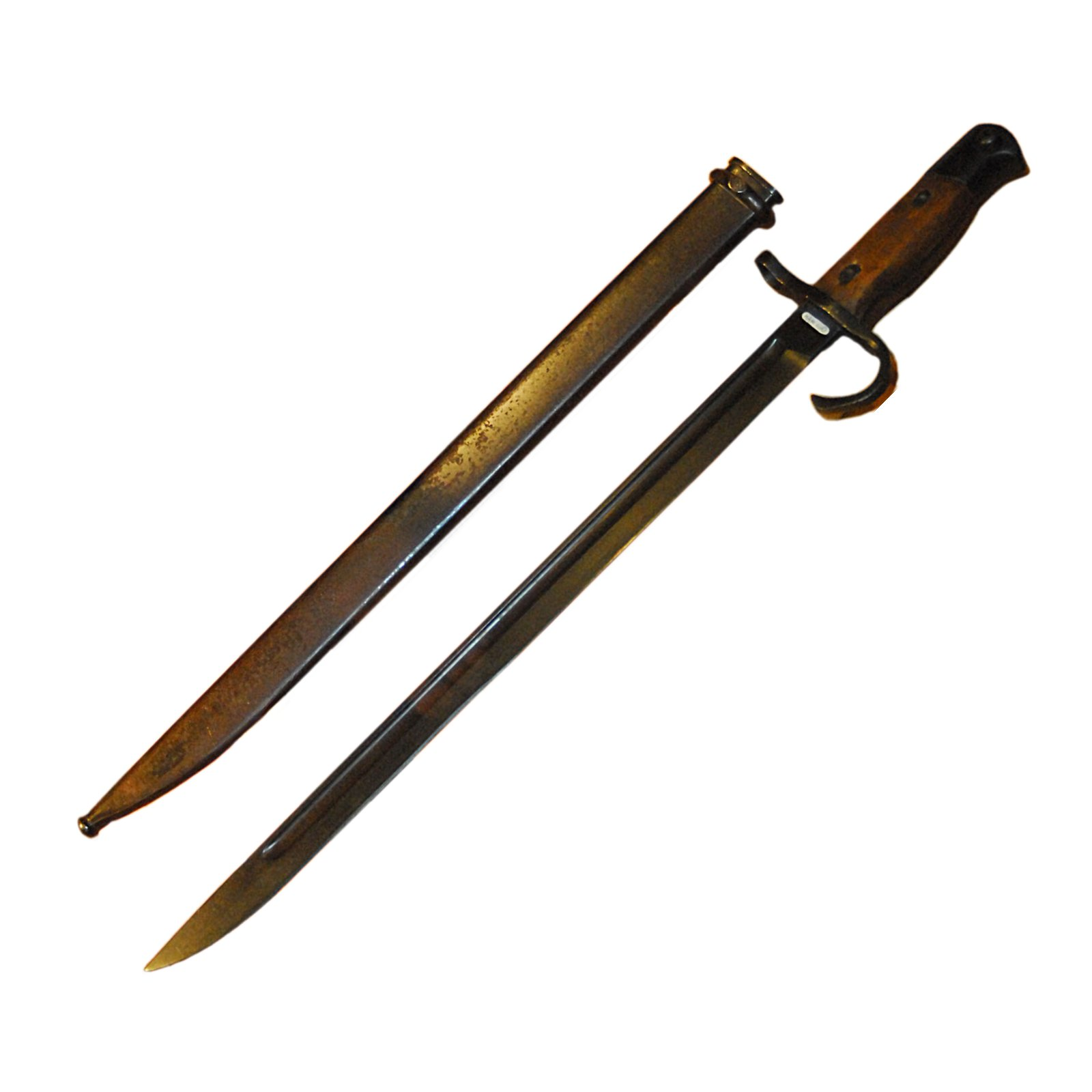
Typ-30-Bajonett